# Cro, az őshonos ősokos
A Cro, az őshonos ősokos (eredeti cím: Cro) 1993-tól 1994-ig vetített amerikai televíziós rajzfilmsorozat, amelynek az alkotója David Macaulay. A tévéfilmsorozat a Children's Television Workshop gyártásában készült. Műfaját tekintve történelmi filmsorozat. Amerikában 1993 és 1994 között az ABC, 1999 és 2002 között a Noggin adta, Magyarországon 1996. október 9-én tűzte műsorára az HBO.

## Ismertető
A történet főhőse Cro, aki egy ősembergyermek, és a családjával együtt él egy barlangban. Cro egy napon megbarátkozik a mamutokkal, és Jégmók lett a legjobb barátja a mamutok közül. Egy napon Crot megtámadja egy veszélyes ragadozó, és Jégmók megmenti az életét. Jégmók, ahogy megmentette barátját, utána szakadékba zuhant, és jégbe fagyott. Így Cro és a többiek elveszítették egyik barátjukat. Jégmók negyvenötezer évig jégbe volt fagyva, amely addig életben tartotta és elhibernálta őt. Egy napon Dr. Cecilia és a barátja Mike jégbe fagyva találták meg Jégmókot, és felolvasztották a jeget. Jégmókot forró zuhannyal mosták meg, miután felolvasztották a jeget. Jégmók elmesélte új barátjának, Mikenak, hogy milyen volt az őskorban, és mesél neki régi barátjáról, Croról. Mike örömmel hallgatja a mamut mesélését, és megtudja, hogy Cro mennyi érdekeset élt át a családjával és a mamutokkal.

## Szereplők
- Kró (Cro) – A történet főhőse, aki egy 11 éves Cro-magnoni ősembergyermek és nagyon okos. Eeredeti hangja: Max Casella. Magyar hangja: Szokol Péter.
- Jégmók (Phil) – Az egyik mamut, aki Cro barátja. Eredeti hangja: Jim Cummings.. Magyar hangja: Kránitz Lajos.
- Dr. Cili (Dr. Cecilia) – Tudósnő, aki sok érdekes dolgot tanulmányoz. Ő és Miki fogják felolvasztani Jégmókot, aki elmeséli történetét. Eredeti hangja: April Ortiz. Magyar hangja: Prókai Annamária.
- Miki (Mike) – A barna hajú, sötét bőrű, szemüveges fiú, aki Dr. Cili barátja és segítője. Kedvenc időtöltése a kosárlabdázás. Ő és Dr. Cili lesznek azok, akik Jégmókot felolvasszák. Eredeti hangja: Jussie Smollett. Magyar hangja: Molnár Levente.
- Bob (Bob) - A neander-völgyi törzstagja és  egy majomszerű lény. Nem úgy beszél, mint a neander-völgyiek majomszerű hangokat ad. Eredeti hangja: Frank Welker. Magyar hangja: Besenczi Árpád.

## Epizódok

### 1. évad
1. ? (Lever in a Million Years)
2. Csiga-biga, húzzál fel! (Pulley for You)
3. ? (Meal Like a Pig)
4. ? (They Move Mammoths, Don't They?)

1. ? (What's That Smell)
2. Áthidaló megoldás (A Bridge Too Short)
3. Éjjeli dézsmálók (Things That Eat Mung in the Night)
4. Menekülés Moszat-szigetről (Escape from Mung Island)
5. Tisztaságmánia (Let Me Help)
6. Utolsó kívánság (No Way Up)
7. Kommunikációs komplikáció (Adventures in Miscommunications)
8. Zenél a kromanyoni erdő (Play It Again, Cro...Not!)
9. ? (Destroy all Buckies)

### 2. évad
1. Tükröm, tükröm mondd meg nékem! (Here's Looking at You, Cro)
2. ? (It's Snow Problem)
3. Felemelő emelő (Just a Stone's Throw Away)
4. Nevessünk együtt mamutok (Laugh Mammoth, Laugh)
5. ? (Turn Up the Heat)
6. Időtlen időmérő (No Time for Steamer)
7. ? (Pakka's Cool Invention)
8. ? (The Legend of Big Thing)